# Мартин, Кармен
Кармен Долорес Мартин Беренгер (исп. Carmen Dolores Martín Berenguer, род. 29 мая 1988 года в Рокетас-де-Мар, Испания) — испанская гандболистка, правый крайний клуба «Севехоф». В составе сборной Испании — бронзовый призёр Олимпийских игр 2012 года и чемпионата мира 2011 года, серебряный призёр чемпионатов Европы 2008 и 2014 годов. За сборную Испании сыграла более 200 матчей и забросила более 700 мячей.

## Карьера

### Клубная
Мартин занималась гандболом с 7 лет в школе клуба «Рокетас». До 2010 года выступала за «Мар Аликанте», после перешла в «Ичако», с которым дважды стала чемпионкой Испании. Сезон 2012/2013 провела в словенском клубе «Крим», с которым в 2013 и 2014 году завоёвывала титул чемпионки и обладательницы национального кубка. Летом 2014 года она, проведя некоторое время в расположении испанского «Атлетико Гардес», перешла в румынский «Бухарест», с которым в 2015 и 2016 годах выиграла чемпионат Румынии, в 2016 — Кубок Румынии и Лигу чемпионов ЕГФ.

### В сборной
Мартин провела более 200 игр за сборную Испании, забив более 700 мячей. В 2008 году она стала серебряным призёром чемпионата Европы, в 2011 — бронзовым призёром чемпионата мира и членом сборной звёзд, а на Олимпийских играх 2012 года завоевала бронзовую медаль. В 2014 году она снова стала серебряным призёром чемпионата Европы, попав в сборную звёзд. Также Мартин участвовала в Олимпиаде 2016 года, но там сборная Испании вылетела в четвертьфинале.

## Достижения

### Клубные
- Чемпионка Испании: 2011, 2012
- Победительница Кубка Испании: 2011, 2012
- Победительница Суперкубка Испании: 2011, 2012
- Чемпионка Словении: 2013, 2014
- Победительница Кубка Словении: 2013, 2014
- Чемпионка Румынии: 2015, 2016
- Победительница Лиги чемпионов ЕГФ: 2016

### В сборной
- Бронзовый призёр Олимпийских игр: 2012
- Бронзовый призёр чемпионата мира: 2011
- Серебряный призёр чемпионата Европы: 2008, 2014

### Личные
- Лучший правый крайний чемпионата мира: 2011, 2021
- Лучший правый крайний чемпионата Европы (3): 2014, 2016, 2018
- Почётный гражданин Бухареста: 2016[6]